# La emperatriz de los Etéreos
La emperatriz de los Etéreos es un libro escrito por Laura Gallego García y publicado por la editorial Alfaguara en 2007. Esta novela pertenece al género fantástico y juvenil. Desde el principio captó una gran atención por parte de los lectores y por ello, ha sido traducido a cuatro idiomas (valenciano, francés, portugués y alemán).

## Sinopsis
Bipa no cree en los cuentos de hadas. No le interesa lo que pueda haber más allá de las Cuevas donde habita su gente. Sin embargo, cuando su amigo Aer, fascinado por la leyenda de la mítica Emperatriz, parte en un viaje hacia una muerte segura, Bipa irá a buscarlo, arriesgando su propia vida en un mundo de hielo bañado por la luz de la estrella azul, persiguiendo algo que puede no ser más que una quimera.

## Resumen
Todos los niños en casa de Nuba, escuchan diariamente las historias que se cuentan sobre la Emperatriz y los Montes de Hielo. Bipa es una niña que nunca creyó en esas historias. El hijo de Nuba, Aer, por el contrario, tiene una gran fe y cree que la Emperatriz sí existe y que un día iría a visitarla, del mismo modo que lo había hecho su padre en el pasado.
Con los años, ambos personajes se mantienen relativamente neutrales el uno con el otro. Pero con el paso del tiempo, se acercan e interactúan más entre ellos, aunque sin ir más allá.
Al cabo de un tiempo, Aer desaparece misteriosamente, por lo que deciden salir a buscarle. Pero, al no encontrarle, le dan por muerto. Tiempo después, Aer vuelve para darle un regalo a Bipa, para desaparecer de nuevo días después, y esta vez Bipa decide ir a buscarlo. Antes de partir, decide visitar a Maga, la chamana del pueblo, y para protegerla ante los posibles peligros ella le da su Ópalo, una piedra de la Diosa que es el símbolo de la vida. Así comienza la aventura de Bipa, cuyo objetivo es encontrar a su amigo Aer y traerlo de vuelta a casa. Por el camino, lidia con numerosas aventuras como el encuentro con un gólem de nieve abandonado y su llegada al palacio de Gélida.
Después de un largo viaje lleno de riesgos, Bipa y Nevado, como llamó al gólem, llegan a la Ciudad de Cristal, gobernado por Lux. Este no los deja pasar y Bipa decide cruzar las escarpadas montañas de cristal, en el que se hiere gravemente y cae inconsciente, pero Lumen, el hermano gemelo de Lux, la encuentra, la cura y la ayuda a escapar junto con Esme, su golem de esmeralda. Cuando ya ha transcurrido un tiempo, llegan al Abismo y allí Bipa reconoce a Aer. Corre tras él a través de un puente, pero lo pierde de vista y la elevada temperatura del otro lado hace que el gólem se derrita y desaparezca.
Tras otro viaje, Bipa comprende finalmente lo que son la Emperatriz y los etéreos, que no se pueden ver, oír, ni tocar. Cuando llega al lado de los semi-etéreos, encuentra a Aer, que está en el proceso de la Ascensión, en el que la Emperatriz absorbe las almas de los etéreos. Bipa utiliza el poder del Ópalo para destruir la estrella, y lleva a Aer de vuelta a casa.

## Personajes

### Principales
Bipa: Es la protagonista de la historia. A pesar de ser joven, posee una gran madurez y un sentido común superior al de todas las personas que la rodean. Es valiente, leal y segura de sí misma.
Aer: Es el chico raro de las cuevas, desde el aspecto físico que tiene (tez blanca y cabello blanco) que es todo lo contrario a los habitantes. Es hijo del viajero que llegó a las cuevas. Sueña con encontrar a la emperatriz.  
Maga: Es la chamana de las cuevas, una persona sabía y muy longeva. Se cree que maga ya sabía de la existencia de lo que es la emperatriz, por eso le da su ópalo a Bipa.   
Emperatriz: Se cree que la emperatriz vive en un palacio donde no se pasa hambre, frío ni dolor. Todos creían que la emperatriz era una persona pero la realidad será otra.     
Lux: El Señor de la Ciudad de Cristal.
Lumen: Escultor de los cristalinos, fue desterrado por su hermano gemelo Lux ya que tenía otra forma de ver la belleza en los cristales.

Esme: Golem de esmeralda creado por Lumen.
Alma: Una Casi Etérea.
Topo: El padre de Bipa.
Nevado: Fiel Gólem de nieve que animó Bipa.
Nuba: Madre de Aer, triste y meláncólica desde la partida de su pareja.

## Traducciones
- Idioma: valenciano
  - Título: L'Emperadriu dels Eteris
  - Editorial: Bromera
  - Traductora: Emma Piqué
  - Fecha de publicación: 14 de noviembre de 2007

- Idioma: portugués
  - Título: A Imperatriz dos etéreos.
  - Editorial: Salamandra
  - Traductor: Estevaho Calahani
  - Fecha de publicación: 2008

- Idioma: alemán
  - Título: Die Kaiserin des blauen Lichts.
  - Editorial: DTV - Junior
  - Traductora: Ilse Layer
  - Fecha de publicación: 2009

- Idioma: francés
  - Título: L'impératrice des Éthérés.
  - Editorial: Baam!
  - Traductora: Faustina Fiore
  - Diseño de cubierta: Jean-Sébastien Rossbach
  - Fecha de publicación: febrero de 2010